# Иван Стоилкович
Иван Стоилкович (на македонска литературна норма: Иван Стоилковиќ, на сръбски: Иван Стоилковић) е политик от Северна Македония, сърбин. Заместник министър-председател на Северна Македония и министър на отношенията между общностите от 2024 г. Председател на Демократическата партия на сърбите в Македония от 2001 година. Народен представител в Събранието на Северна Македония от 2002 до 2024 година.

## Биография
Иван Стоилкович е роден на 15 февруари 1962 година в град Куманово, СР Македония. Завършва Юридическия факултет на Скопския университет. През 1992 г. основава строителната фирма ЛАМАКС КО в Куманово и е неин директор до 1992 г.
В 1992 година се присъединява към Демократическата партия на сърбите в Македония, а в 2001 година е избран за неин председател. От следващата 2002 година до 2024 година е депутат в Събранието на Северна Македония. Бил е председател на парламентарната група за сътрудничество с парламента на Руската федерация.
Според Мрежата за докладване на престъпността и корупцията (KRIK) Стоилкович е играл роля в координирана пропагандна кампания по време на политическата криза в Македония през 2017 г. Улеснил е срещата на сръбския депутат и журналист Мирослав Лазански с премиера Никола Груевски, като срещата е била организирана от Горан Живалевич, член на Сръбската разузнавателна агенция.
В интервю от 2018 година той казва, че отношенията между Сърбия и Македония никога не са били по-лоши поради „антисръбската политика“ на Македония. През май 2024 година Стоилкович участва във форум за сигурност в Москва. През юни същата година е участник във Всесръбския събор в Белград.
На парламентарните избори в Северна Македония през 2024 г. Стоилкович отново е избран за депутат. Номиниран е за вицепремиер на Северна Македония и министър на отношенията между общностите от Християн Мицкоски. Номинацията му е критикувана от албанските политически партии в Северна Македония. Новото правителство на Северна Македония полага клетва на 23 юни 2024 година и Стоилкович заема министерски пост.

## Политически позиции
Стоилкович заема проруски и просръбски политически позиции. Критикува военните намеси на Съединените щати в чужбина, особено бомбардировките на НАТО над Югославия през 1999 г. Той разкритикува решението на правителството на Северна Македония да подкрепи Резолюция 78/282 на Общото събрание на ООН, която определя 11 юли за Международен ден за размисъл и възпоменание на клането в Сребреница от 1995 година.
На 24 март 2025 г. в Белград присъства на анти-НАТО събор – първи случай, когато високопоставен представител на страна-членка на НАТО участва в подобно събитие. Той е един от ключовите говорители и изразява своито недоволство от НАТО и западните съюзи.

## Награди
Носител е на множество сръбски награди като Почетен знак от Културно-просветната общност на Сърбия и Министерството на външните работи на Сърбия и Кръст на лидера Джордже Стратимирович от Центъра за развитие на Шайкашка.